# Jimmy Raney
James Elbert Raney, detto Jimmy (Louisville, 20 agosto 1927 – Louisville, 9 maggio 1995), è stato un chitarrista statunitense.
Nel corso della sua carriera ha collaborato con Stan Getz, Teddy Charles, Bob Brookmeyer, Manny Albam, Red Norvo e molti altri.

## Discografia parziale
- 1954 – Together
- 1954 – A
- 1957 – 2 Guitars
- 1957 – The Street Swingers
- 1964 – Two Jims and Zoot
- 1975 – The Influence
- 1976 – Live in Tokyo
- 1976 – Solo